# Gran Premi de Denain 2018
El Gran Premi de Denain 2018 va ser la 60a edició del Gran Premi de Denain. Es disputà el 18 de març de 2018 sobre un recorregut de 197,9 km amb sortida i arribada a Denain. La cursa formava part de l'UCI Europa Tour amb una categoria 1.HC.
El vencedor final fou el belga Kenny Dehaes (WB Veranclassic Aqua Protect), que s'imposà en solitari.

## Equips
L'organització convidà a 22 equips a prendre part en aquesta edició del Gran Premi de Denain.
| WorldTeams (3)- AG2R La Mondiale - BMC Racing Team - Groupama-FDJ Equips continentals professionals (15)- Aqua Blue Sport - CCC Sprandi Polkowice - Cofidis, Solutions Crédits - Delko-Marseille Provence-KTM - Direct Énergie - Fortuneo-Samsic - Gazprom-RusVelo - Israel Cycling Academy - Roompot-Nederlandse Loterij - Sport Vlaanderen-Baloise - UnitedHealthcare - Vital Concept - Vérandas Willems-Crelan - Wanty-Groupe Gobert - WB-Aqua Protect-Veranclassic Equips continentals (4)- Roubaix Lille Métropole - Saint Michel-Auber 93 - Sovac-Natura4Ever - Tarteletto-Isorex |
| |

## Classificació final
| \| Classificació general \| Classificació general \| Classificació general \| Classificació general \| Classificació general \| \| Corredor \| Corredor \| Equip \| Temps \| \| \| --------------------- \| --------------------- \| ---------------------------- \| --------------------- \| --------------------- \| \| 1r \| Kenny Dehaes \| WB-Aqua Protect-Veranclassic \| 4h 33' 37" \| \| \| 2n \| Hugo Hofstetter \| Cofidis, Solutions Crédits \| + 2" \| \| \| 3r \| Julien Duval \| AG2R La Mondiale \| + 2" \| \| \| 4t \| Andrea Pasqualon \| Wanty-Groupe Gobert \| + 2" \| \| \| 5è \| Bram Welten \| Fortuneo-Samsic \| + 2" \| \| \| 6è \| Coen Vermeltfoort \| Roompot-Nederlandse Loterij \| + 2" \| \| \| 7è \| Shane Archbold \| Aqua Blue Sport \| + 2" \| \| \| 8è \| Marc Sarreau \| Groupama-FDJ \| + 2" \| \| \| 9è \| Jimmy Turgis \| Cofidis, Solutions Crédits \| + 2" \| \| \| 10è \| Adrien Petit \| Direct Énergie \| + 2" \| \| |                   |                              |            |
| |                   |                              |            |
| Fonts: ProCyclingStats Cycling Archives |                   |                              |            |
| Classificació general |                   |                              |            |
| Corredor | Corredor          | Equip                        | Temps      |
| 1r | Kenny Dehaes      | WB-Aqua Protect-Veranclassic | 4h 33' 37" |
| 2n | Hugo Hofstetter   | Cofidis, Solutions Crédits   | + 2"       |
| 3r | Julien Duval      | AG2R La Mondiale             | + 2"       |
| 4t | Andrea Pasqualon  | Wanty-Groupe Gobert          | + 2"       |
| 5è | Bram Welten       | Fortuneo-Samsic              | + 2"       |
| 6è | Coen Vermeltfoort | Roompot-Nederlandse Loterij  | + 2"       |
| 7è | Shane Archbold    | Aqua Blue Sport              | + 2"       |
| 8è | Marc Sarreau      | Groupama-FDJ                 | + 2"       |
| 9è | Jimmy Turgis      | Cofidis, Solutions Crédits   | + 2"       |
| 10è | Adrien Petit      | Direct Énergie               | + 2"       |